# إس إس نافيمار
كاإس إس نافيمار باخرة شحن بنيت في إنجلترا في عام 1921، وكانت مملوكة للنرويج حتى عام 1927 ثم مملوكة للإسبان لبقية حياتها المهنية. أغرقتها غواصة إيطالية في مضيق جبل طارق عام 1942.
تشتهر نافيمار برحلة في عام 1941 حملت فيها حوالي 1,120 لاجئ يهودي أوروبي إلى الولايات المتحدة في ظروف مزدحمة وغير صحية. 

## بناء
قامو أرمسترونغ، ويتوورث وشركاه لنيوكاسل أبون تاين، المملكة المتحدة، ببناء السفينة باسم Frogner for Fearnley and Eger of أوسلو، النرويج، واستكملوها في أكتوبر 1921. 